# Ilan Fernández Uzzan
Ilan Fernández Uzzan (* 1966 in Tel Aviv, Israel) ist ein in Israel lebender kolumbianischer Modedesigner (De Puta Madre 69) und ehemaliger Drogenschmuggler.

## Biografie
Uzzan wurde als Sohn eines jüdischen Vaters geboren, der mit seiner Familie 1969 nach Cali, Kolumbien zog. Dort besuchte Uzzan eine Privatschule und lebte im Wohlstand. Als Uzzan acht Jahre alt war, wurde sein Vater getötet, woraufhin seine Familie ihr Vermögen verlor. Im Alter von 13 Jahren war Uzzan laut eigener Aussagen Drogendealer und Bandenanführer in Cali und schmuggelte mit 15 Jahren das erste Mal zwei Kilo Kokain in die Vereinigten Staaten. Mit 17 dehnte er sein Geschäft nach Spanien aus, beherrschte nach eigenen Angaben mit 19 weite Teile des Kokainmarktes Europas und schreckte auch vor Mord nicht zurück. 1986 wurde er in Barcelona festgenommen und wegen Drogen- und Waffenschmuggels zu 18 Jahren Gefängnis verurteilt, von denen er elf in Spanien und San Quentin (USA) bis 1997 absaß.
Im Gefängnis begann Uzzan zusammen mit anderen Insassen, Slogans und Wörter mit Filzstift auf T-Shirts zu schreiben. Nach seiner Entlassung aus dem Gefängnis entwickelte er mit der Hilfe von zwei Geschäftsmännern aus Rom die Marke De Puta Madre 69, die bald Aufsehen erregte. Die Marke richtete sich in erster Linie an junge Leute, wurde aber auch von Prominenten wie Maurizio Verbeni und den Fugees getragen.
Uzzan lebt in Israel. Er ist verheiratet und hat drei Kinder.
2009 schrieb er zusammen mit dem italienischen Autor Giulio Laurenti seine Autobiographie unter dem Titel Suerte, die im Jahr 2010 sowohl im italienischen Original erschien, wie auch in der deutschen Übersetzung im Riemann Verlag.
Nach Angaben mehrerer spanischer Tageszeitungen habe Steven Spielberg 2007 Interesse bekundet, seine Karriere zu verfilmen. Die Filmpläne wurden aber nicht umgesetzt.
Nach anderen Angaben sollte sein Leben von Gabriele Muccino mit Javier Bardem in der Hauptrolle verfilmt werden.